# المجمع الصناعي البحري الأرجنتيني
المجمع الصناعي البحري الأرجنتيني ( CINAR ) هو تكتل شركات حكومية أرجنتيني يضم ورش بناء وإصلاح السفن. ويضم حوضي بناء السفن تاندانور وألميرانتي ستورني . 

## تاريخ المجمع
تأسست في البداية بإسم شركة تاندانور عام ١٨٧٩، خلال رئاسة نيكولاس أفيلانيدا ، لصيانة سفن البحرية الأرجنتينية . خُصخصت عام ١٩٩١ وأُعيد تأميمها عام ٢٠٠٧. أما حوض بناء السفن ألميرانتي سيغوندو ستورني، فقد تأسس عام ١٩٧٧ تحت اسم أستيليرو مينسترو مانويل دوميك غارسيا .
في 17 مايو 2010، يوم البحرية الأرجنتيني ، أعلنت وزيرة الدفاع آنذاك نيلدا غاري عن دمج تاندانور، جنبًا إلى جنب مع حوض بناء السفن ألميرانتي ستورني ، في المجمع الصناعي البحري الأرجنتيني (CINAR). 